# Heilandskirche (Amstetten)

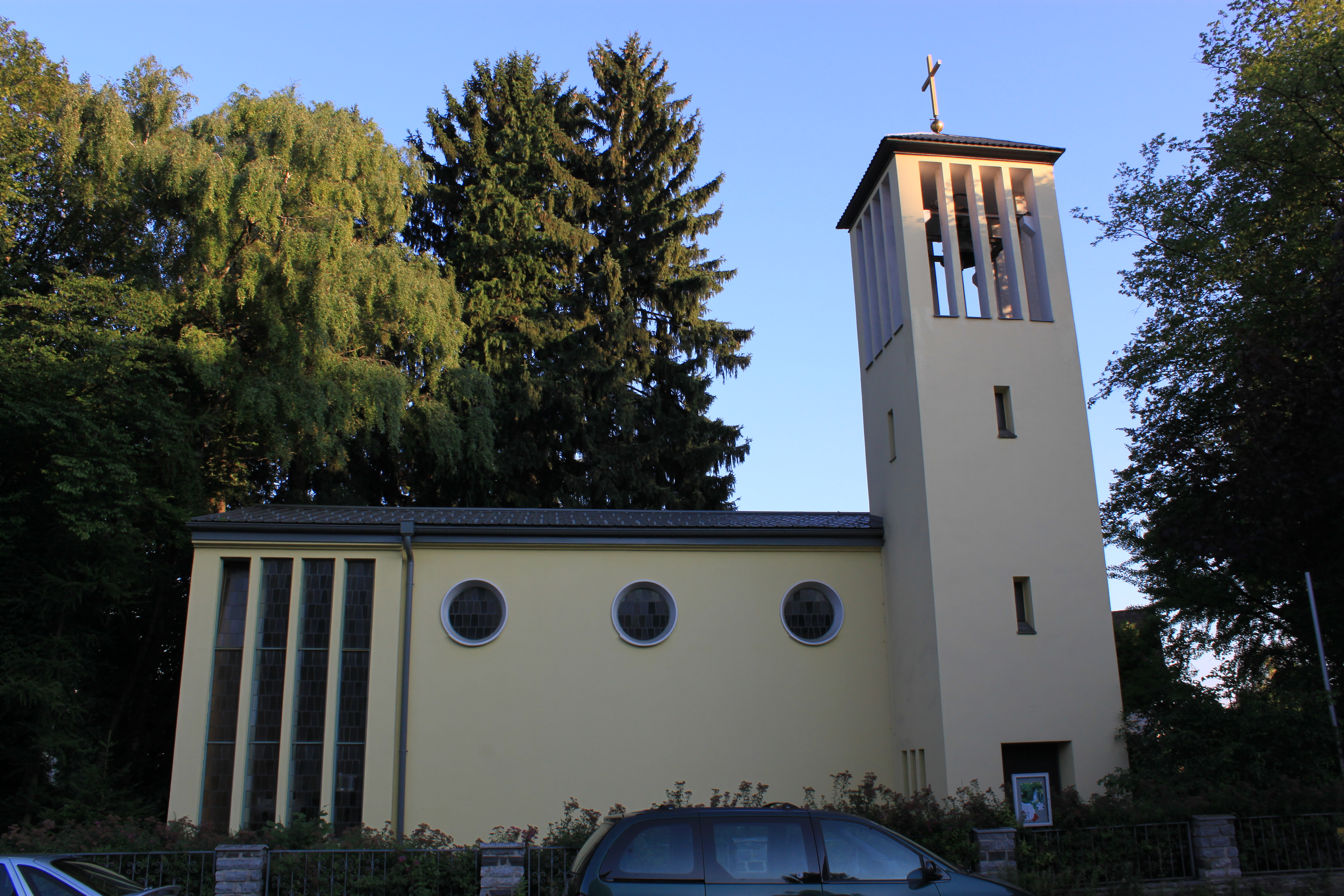
Evangelische Heilandskirche in Amstetten

Die Heilandskirche steht in einem kleinen Park in der Preinsbacher Straße Nr. 8 in der Stadtgemeinde Amstetten im Bezirk Amstetten in Niederösterreich. Die evangelisch-lutherische Pfarrkirche gehört zur Evangelischen Superintendentur A. B. Niederösterreich der Evangelischen Kirche A.B. in Österreich. Die Kirche steht unter Denkmalschutz (Listeneintrag).

## Geschichte
1913 wurde mit einer Predigtstation begonnen, mit 1922 besteht eine selbständige Pfarrgemeinde.
Die Kirche wurde 1955/1957 nach den Plänen der Architekten Friedrich Rollwagen und Rudolf Pamlitschka erbaut und vom Bischof Gerhard May geweiht.

## Architektur
Der schlichte Rechteckbau unter einem Satteldach mit variierenden Fensterformen hat einen seitlichen westlichen Fassadenturm.
Das Kircheninnere zeigt innen eine offene Dachkonstruktion getragen von einer exzentrisch angelegten schlanken Rundpfeilerreihe.
Das etwas zurückgesetzte ältere Pfarrhaus wurde 1905 nach den Plänen des Baumeisters Adolf Prokesch erbaut. Die repräsentative Villa mit reichen Fassadendetails als Bänderung und Fachwerk hat im Obergeschoß stuckierte Decken.